# MKS 단위계
MKS 단위계는 길이의 단위인 미터(metre, m), 질량의 단위인 킬로그램(kilogram, kg), 시간의 단위인 초 (시간)(second, s)를 기본 단위로 하는 단위계이다. 
미터법에서 단위 이름은 미터·그램·초를 기준으로 하고 있고, 원기는 미터와 킬로그램을 기준으로 하고 있다. 단위계의 기초가 되는 기본 단위는 이론적으로는 단위 이름이나 원기와 무관하게 결정할 수 있다 그렇게 선정된 단위계로 MKS 단위계와 CGS 단위계(센티미터, 그램, 초)와 MTS 단위계(미터, 톤, 초) 등이 있다. MKS 단위계는 역학의 단위만을 포함하며, 후에 전자기학의 전류 단위인 암페어(Ampere, A)를 추가하여 MKSA 단위계가 제안되었다. MKSA 단위계에 추가로 3가지 SI 기본 단위인 온도의 단위  켈빈(K), 물질량의 단위 몰(mol), 광도의 단위 칸델라(cd)를 더하여 국제단위계(SI)가 만들어졌다.

## 역사
미터법을 처음 만들 때는 질량의 기본 단위로 그라브(grave)를 구상했으나, 시행 시에는 1/1000 그라브를 그램, 1 그라브를 1 킬로그램이라는 명칭을 사용했다. 그러나 질량 원기는 기술적인 문제로 킬로그램 크기로 만들었다.
CGS 단위계는 1832년 카를 프리드리히 가우스에 의해 제창되었다 공식 단위계를 1874년 영국 과학 진흥 협회(BAAS), 1881년 국제 전기 회의에 전자기 확장되어 채택되었다. MKS 단위계는 1889년 국제 도량형국(BIPM)에 의해 채택되었다. CGS 단위계는 실험실 규모에 적합하여 과학자가 선호했으며, MKS는 기술자가 선호했다.
이 시기는 전자기학이 탄생하던 때로, CGS 단위계는 전자기를 다룰 수 있도록 확장되었다. 그러나 CGS 단위계의 전자기 단위는 양이 매우 크거나 작아 사용이 어렵고 십진배수나 분수를 이용하여 크기를 조절한 실용 단위가 나타났다. MKS도 처음에는 전자기를 취급하지 않았으나, 전기공학의 성장과 함께 그 필요성이 생겼다. 실용 단위는 CGS보다 다 MKS와 궁합이 좋았기 때문에, MKS와 실용 단위를 조합한 단위계(후의 MKSA 단위계)가 제창되고 퍼져나갔다.
CGS와 MKS의 병행 사용은 그 후에도 한동안 계속되었지만, 1946년 국제 도량형 위원회(CIPM), 1950년 국제 전기 표준 회의(IEC)에서 MKSA 단위계, 1954년 국제 도량형 총회에서 MKSA에 켈빈과 칸델라가 추가된 단위계가 채택되었다. 1960년 MKS를 확장한 국제단위계(SI)가 세계 표준이 되었다.

## 같이 보기
- CGS 단위계